# Федерация кёрлинга России
Федерация кёрлинга России (сокр. ФКР) — управляющая российским кёрлингом структура. Образована в 1991 году. Член Всемирной федерации кёрлинга (WCF) и Европейской федерации кёрлинга (ECF) с 1992 года.

## История развития кёрлинга вРоссии
Кёрлинг появился в России во 2-й половине XIX века. В 1873 году в Москве, а тремя годами позже и в Санкт-Петербурге были созданы отделения шотландского «Королевского кёрлинг-клуба» для спортивного развлечения иностранцев. Эти отделения просуществовали до первой мировой войны.
В СССР в 1920-х годах был опубликован ряд статей о кёрлинге, но дальнейшего развития этот вид спорта в Советском Союзе не получил.
В апреле 1991 года в Ленинграде состоялось первое организационное совещание энтузиастов кёрлинга, определившее перспективы и направления его развития в СССР.
В декабре 1991 года была создана Федерация кёрлинга России (ФКР). Первым президентом новой спортивной организации был избран К. Ю. Задворнов.
Первая секция кёрлинга в России образована в сентябре 1991 года в Ленинграде в институте физической культуры имени Лесгафта. В 1992 начала деятельность и первая секция в Москве при спортклубе Московского авиационного института. В настоящее время кроме Москвы и Санкт-Петербурга развитием кёрлинга в России занимаются спортивные организации в Московской, Ленинградской, Калининградской, Челябинской, Вологодской, Свердловской, Новосибирской, Воронежской, Тверской областях, Красноярском и Краснодарском краях, Ханты-Мансийском автономном округе. 
В октябре 1991 года в Гамбурге (Германия) был проведён первый официальный матч советских команд. В Кубке гамбургского кёрлинг-клуба между собой встретились команда института физической культуры имени Лесгафта и сборная Ленинграда.
В начале 1992 года в Санкт-Петербурге прошёл первый российский турнир по кёрлингу. Тогда же в Санкт-Петербурге был проведён и первый в России международный матч, в котором приняли участие сборная города и команда из Гамбурга.
Через год (весной 1993) состоялись первые чемпионаты России среди мужских и женских команд. У мужчин победила команда «Форс-Мажор» (Санкт-Петербург), у женщин — ВГПИ (Вологда).
В апреле 1992 года Федерация кёрлинга России была принята в Международную (ныне Всемирная) и Европейскую федерации кёрлинга.
В 1992 были сформированы мужская и женская сборные России. Мужская национальная команда в том же году дебютировала на чемпионате Европы, а через два года состоялся дебют и женской сборной на европейском первенстве.
Наибольших успехов на мировой арене добилась женская национальная команда России. В 2001 она впервые приняла участие в чемпионате мира, а в 2002 — и в зимних Олимпийских играх. В 2006 российские кёрлингистки стали чемпионками Европы, а в 2012 повторили свой успех. Мужская сборная России в зимних Олимпиадах участия пока не принимала, а в чемпионатах мира дебютировала только в 2013 году.
В 2011 Россия впервые приняла чемпионат Европы по кёрлингу среди мужчин и женщин, который прошёл в Москве во дворце спорта «Мегаспорт».

### Президенты ФКР
1991—2006 — Константин Юрьевич Задворнов
2006—2010 — Ольга Александровна Андрианова
с 2010 — Дмитрий Александрович Свищёв

## Руководство ФКР
- Дмитрий Александрович Свищёв — президент ФКР.
- Михаил Сергеевич Степанянц — первый вице-президент ФКР.
- Андрей Вячеславович Созин — первый вице-президент ФКР.
- Ольга Николаевна Жаркова — генеральный секретарь ФКР.
- Юрий Александрович Андрианов — вице-президент.
- Алексей Михайлович Морозов — вице-президент.
- Людмила Анатольевна Мурова — вице-президент.
- Ольга Юрьевна Шашлова — генеральный директор ФКР.

## Официальные соревнования
В рамках своей деятельности Федерация кёрлинга России отвечает за проведение следующих ежегодных турниров:
- Чемпионаты России среди мужчин, женщин, смешанных команд и смешанных пар.
- Розыгрыши Кубка России среди мужчин, женщин, смешанных команд и смешанных пар.
- Первенство России среди юношей и девушек.
- Чемпионат России по кёрлингу на колясках, Чемпионат России по кёрлингу на колясках среди смешанных пар.
- Розыгрыш Кубка России по кёрлингу на колясках, Кубка России по кёрлингу на колясках среди смешанных пар.

## Текущий рейтинг сборных России
| №  | Подъём/падение | Сборная    | Очки   |
| -- | -------------- | ---------- | ------ |
| 12 | ▲ 2            | Нидерланды | 16.535 |
| 13 | ▼ 2            | Россия     | 12.225 |
| 14 | ▼ 1            | Дания      | 11.901 |

| №  | Подъём/падение | Сборная  | Очки   |
| -- | -------------- | -------- | ------ |
| 12 | ▬              | Германия | 15.784 |
| 13 | ▼ 2            | Россия   | 11.982 |
| 14 | ▲ 2            | Эстония  | 11.486 |

| №  | Подъём/падение | Сборная | Очки  |
| -- | -------------- | ------- | ----- |
| 22 | ▬              | Англия  | 6.209 |
| 23 | ▼ 7            | Россия  | 5.91  |
| 24 | ▼ 1            | Австрия | 4.761 |

| №  | Подъём/падение | Сборная  | Очки   |
| -- | -------------- | -------- | ------ |
| 9  | ▲ 1            | Словакия | 25.433 |
| 10 | ▼ 3            | Россия   | 23.582 |
| 11 | ▲ 3            | Италия   | 17.493 |

| №  | Подъём/падение | Сборная | Очки   |
| -- | -------------- | ------- | ------ |
| 16 | ▬              | США     | 13.671 |
| 17 | ▼ 9            | Россия  | 12.864 |
| 18 | ▲ 28           | Бельгия | 12.669 |